# Interestatal 24
La Interestatal 24 (abreviada I-24) es una autopista interestatal de trazado este-oeste ubicada en los Estados Unidos, cruza  los estados de Illinois, Kentucky, Tennessee y Georgia (Estados Unidos). La autopista inicia en el Oeste desde la I-57 en Pulleys Mill, IL y finaliza en la I-75 en Chattanooga, TN. La autopista tiene una longitud de 509,13 km (316.36mi).

## Largo de la ruta
| Km.    | Estado    |  |  |
|        |           |  |  |
| 62.33  | Illinois  |  |  |
| 150.26 | Kentucky  |  |  |
| 289.94 | Tennessee |  |  |
| 6.60   | Georgia   |  |  |
|        |           |  |  |
| 509.13 | Total     |  |  |

## Mayores intersecciones
La carretera I-24 cruza principalmente las siguientes autopistas:
- I-57 en Pulleys Mill, IL
- I-69 de Calvert City, KY para Eddyville, KY
- SR 155     en Nashville, TN
- I-65  en Nashville, TN
- I-40 en Nashville, TN
- I-440 en Nashville, TN
- I-840 en Murfreesboro, TN
- I-59 en Wildwood, GA
- US 27 en Chattanooga, TN
- I-75 en Chattanooga, TN